# Pieczorna
Pieczorna (ukr. Печірна, Peczirna) – wieś na Ukrainie, w obwodzie tarnopolskim, w rejonie krzemienieckim, w hromadzie Łanowce.
W II Rzeczypospolitej należała do gminy Wyszogródek w powiecie krzemienieckim, w województwie wołyńskim.